# 神保玄二郎
神保 玄二郎（じんぼ げんじろう、天明6年（1786年） - 天保9年（1838年）は、江戸時代の測量家である。『大日本沿海輿地全図』を作成した伊能忠敬の次男。初名は伊能秀蔵、敬慎。
14歳の時、父・忠敬の第1次測量（蝦夷地測量）に参加して以降、第6次測量まで従事する。数学や測量を得意としなかったので、他の門人と同様に処されていたという。そのこともあってか、不行跡のことからか、文化12年（1815年）には忠敬に勘当された。
その後、各所を転々としたが、忠敬の死後、文政7年（1824年）になって姓を神保に改めて佐原に戻り、子供らに算術などを教えたという。